# Batalla de Abancay
La batalla de Abancay, conocida también como la del puente de Abancay fue librada el 12 de julio de 1537, a orillas del río Abancay (afluente del río Pachachaca), en el Perú, entre las fuerzas de Francisco Pizarro, encabezadas por Alonso de Alvarado, y las de Diego de Almagro, dirigidas por Rodrigo Orgóñez. Fue vencedor Almagro, ayudado por Pedro de Lerma, que se pasó a su bando en plena batalla, y por Paullu Inca, de la nobleza incaica. Con ella empezó las guerras civiles entre los conquistadores del Perú.

## Antecedentes
A principios de 1537, el gobernador de Nueva Castilla, Francisco Pizarro se hallaba en Lima, donde acababa de repeler el ataque de las tropas incaicas de Quizu Yupanqui. Al estar cortadas las comunicaciones con el interior, Pizarro ignoraba  sobre los sucesos que en esos momentos ocurrían en el Cuzco, esto es, la finalización del cerco de la ciudad por Manco Inca, y la llegada de Diego de Almagro de su fracasada expedición a Chile. Creyendo que aún continuaba el cerco incaico del Cuzco, envió a Alonso de Alvarado con 500 soldados españoles, con la misión de pacificar toda la región y apoyar a los españoles que aún estuvieran defendiéndose en la capital imperial. Segundo en el mando fue designado Pedro de Lerma, quien quedó muy ofuscado pues había esperado que Pizarro le nombrara a él como jefe de la expedición. Esta disputa entre capitanes traería después serias consecuencias, como veremos más adelante.
Alonso de Alvarado avanzó hacia la sierra por Huarochirí, llegando a Jauja donde permaneció algunos meses. Simultáneamente, en la noche del 8 de abril de 1537, Diego de Almagro ocupaba el Cuzco y apresaba a los hermanos Hernando y Gonzalo Pizarro, reclamando sus derechos de propiedad sobre la capital incaica.

## Preludio de la batalla
Ignorando lo que ocurría en el Cuzco, Alvarado salió de Jauja con su ejército y continuó su marcha hacia la ciudad imperial, llegando a las cercanías de Abancay. Instaló su campamento en Cochacaxas, cerca al puente sobre el río Abancay y envió una avanzada al mando de Pedro de Lerma para que averiguara sobre la situación en el Cuzco. Por intermedio de un fugitivo español se supo de la ocupación del Cuzco por Almagro y la prisión de Hernando y Gonzalo Pizarro. Esto causó gran consternación entre la gente de Alvarado; la mayoría pidió volver a la costa, pues temían a los almagristas. Pero Alvarado se negó. 
Por su parte, Almagro intentó negociar con su rival. Envió dos mensajeros a Alvarado (Diego de Alvarado y Gómez de Alvarado, parientes cercanos del mismo) para avisarle de que no avanzara más en el territorio de su gobernación; le pidió además que se le uniera en su disputa con los Pizarro. Alonso de Alvarado rechazó de mal modo el ofrecimiento; apresó incluso a los mensajeros y respondió que no negociaría nada con Almagro hasta no recibir expresa orden del gobernador Francisco Pizarro, quien era su superior y el único a quien debía lealtad.
Alvarado confiaba en el poderío de sus tropas, pues eran en número similar a las de Almagro, pero ignoraba que en el seno de su ejército ya se había incubado la deserción. Pedro de Lerma se puso en tratos secretos con los almagristas, a quienes ofreció pasarse con 50 soldados bajo su mando. Se cree que lo hizo en venganza por haber sido suplantado por Alvarado en el mando de la expedición.
Almagro quiso seguir negociando con Alvarado, pues no quería desatar la guerra con los hombres de Pizarro, pero presionado por los suyos, salió del Cuzco con 500 soldados y se dirigió al encuentro de Alonso de Alvarado. Llegado a la cercanía del puente de Abancay, una avanzada suya, comandada por Francisco de Chaves, sorprendió y apresó a Pedro Álvarez Holguín y a un grupo de soldados de Alvarado que iban descuidados. Fue el preludio de la victoria almagrista.
Mientras tanto, en su campamento de Cochacaxas, Alvarado se enteraba de la traición de Pedro de Lerma, ordenando su captura. Pero ya era tarde: Lerma logró escapar y pasarse al campo almagrista, junto con otros soldados. Esta deserción sería decisiva para el resultado de la batalla, ya que Lerma descubrió a los almagristas los puntos más favorables para atacar a Alvarado.
Alvarado desplegó sus tropas para resistir a los almagristas: situó delante del puente a un contingente bajo el mando de Gómez de Tordoya; en un vado cercano colocó a Juan Pérez de Guevara y en otro más arriba a Sebastián Garcilaso de la Vega, con sus respectivas tropas, mientras que él quedó con un cuerpo de reserva, para acudir en auxilio en el momento necesario.

## La batalla
Rodrigo Orgóñez, lugarteniente de Almagro, planeó sorprender a las fuerzas de Alvarado. Contaba con el valiosísimo apoyo de 10,000 soldados incaicos comandados por Paullu Inca (a quien Almagro proclamó Inca en una ceremonia especial).
En la madrugada del 12 de julio de 1537, aún bajo la oscuridad, Orgóñez atravesó con su caballería el vado principal del río; la corriente era muy rápida y algunos de sus hombres murieron ahogados. Él mismo recibió una pedrada en la boca al saltar a la orilla opuesta, pero no se desanimó, y alentando a los suyos, arrolló con furia a la gente de Juan Pérez de Guevara que defendía aquel lado. Pronto, los partidarios de Lerma se unieron a los almagristas, según lo acordado, y entonces los hombres de Alvarado, no pudiendo distinguir a los amigos de los adversarios, se vieron en confusión total.
Alertado del ataque, Alvarado se apresuró a ir en auxilio de los suyos. Almagro aprovechó entonces la ocasión para asaltar el puente que defendía Gómez de Tordoya, cuyos soldados se dispersaron sin oponer resistencia seria. Enseguida, Almagro cayó sobre la retaguardia de Alvarado, quedando éste acorralado. 
Aunque Alvarado trató de alentar a los suyos, fue en vano pues unos huyeron y otros se rindieron; él mismo intentó huir, pero fue alcanzado y apresado. Orgóñez quiso decapitarlo pero Almagro se opuso. Alvarado permaneció prisionero en el Cuzco; poco después se fugaría.
El encuentro fue breve. Los vencedores festejaron ruidosamente el triunfo que tan pocas vidas les había costado: de los pizarristas murieron 3 o 4, mientras que los almagristas tuvieron similar número de bajas, gente que se ahogó en el cruce del Abancay. Rara vez en los anales de la historia militar se vio un triunfo donde un ejército tomase prisionero a otro de similar número.

## Participación indígena
Paullu Inca envió 10 000 indígenas auxiliares para que apoyaran a Almagro en todas las formas posibles salvo la lucha directa: cavaron trincheras, construyeron 200 balsas para ayudar a Orgóñez a cruzar el río e hicieron correr a los pizarristas en dirección equivocada haciendo "muy gran ruido" en la noche. Este caos provocado en las filas pizarristas ayudó sobremanera para el rápido triunfo de los almagristas. Y sobre todo, fueron indígenas los enviados al campamento de Alvarado con cartas para hombres a quienes se esperaba convencer en cambiar de bando.

## Importancia
Esta batalla marcó el inicio de las estrepitosas guerras civiles entre los conquistadores del Perú, la cual se prolongaría por muchos años más, con diferentes actores. Hasta antes de dicha batalla, Diego de Almagro no deseaba entrar en guerra abierta con Francisco Pizarro, pero la intransigencia de Alonso de Alvarado y la presión de los suyos lo empujó a desencadenar la lucha. Por su parte, los Pizarro reprocharon a Alonso de Alvarado el haberse demorado muchos meses en Jauja antes de continuar su camino al Cuzco, atribuyendo a este hecho el fortalecimiento de los almagristas.
Finalmente, crecido el número de su ejército a costa de las tropas de Alvarado, Almagro abrió campaña contra las huestes de Manco Inca, que se habían replegado a Vitcos, ciudad fuerte de Vilcabamba. Contaba con la valiosa ayuda de Paullu Inca. Las tropas incaicas fueron derrotadas y dispersadas; aunque la resistencia de los Incas de Vilcabamba se prolongaría por muchos años más, sin embargo, ya no volverían a ser un serio peligro para los españoles. Se puede pues, atribuir a Almagro y a Paullu el haber dado fin a la gran rebelión de Manco Inca.